# Harold Keke
Harold Keke (nascido em 1971) é um senhor da guerra das Ilhas Salomão envolvido com o Exército Revolucionário de Guadalcanal (GRA)

## Biografia
Neto de um dos fundadores da South Seas Evangelical Church na Austrália, Keke foi criado como católico nas Ilhas Salomão, mas deixou a fé para se tornar um pequeno criminoso em Papua-Nova Guiné. Depois de vários anos, voltou para casa, onde assumiu o trabalho como policial,  e abraçou o cristianismo evangélico. 
Durante a década de 1990, as tensões irromperam entre os habitantes indígenas de Guadalcanal e os imigrantes da vizinha Malaita. Depois da eleição de Bartholomew Ulufa'alu, os militantes, incluindo aqueles liderados por um recém-radicalizado Keke, começaram uma campanha de intimidação e violência contra os colonos de Malaita. Isto, incluindo um ataque de Keke a um depósito de armas da polícia em 1998, levou à formação da Malaita Eagle Force (MEF) e todas as guerras étnicas nas ilhas.
Keke se vê como um profeta, levando o seu povo para a sua "terra prometida". Ele também afirma que não tinha apoio político durante o início do conflito, a partir de então o premier Ezekiel Alebua - fornece dinheiro, armas e munição para o GRA. Esta reivindicação foi negada por Alebua, que chama Keke de um "pouco mais do que um bandido violento". 
Durante o conflito que se seguiu, o MEF ganhou a supremacia, depondo o governo e ganhando o controle da maior parte das forças policiais, tornando-as uma extensão de facto das milícias. Muitas das milícias que se opõem à MEF fecharam um acordo de paz no final de 2000, mas Keke se recusou a assinar, movendo os seus soldados para as selvas de Weather Coast para evitar ser capturado. 
O GRA, sob a liderança de Keke, tem sido acusado de uma série de crimes, incluindo incêndio criminoso, sequestro e assassinatos. Keke esteve pessoalmente envolvido em mais de 50 assassinatos, incluindo o do ministro e padre Augustine Geve, bem como sete missionários da Melanesian Brotherhood. 
No final de 2003, após a chegada de uma força de intervenção multi-nacional liderada pela Austrália, Keke pediu um cessar-fogo, e se entregou para a força de manutenção da paz. Em 2005, ele foi condenado pelo assassinato de Geve, e sentenciado à prisão perpétua.